# 短尾裸光蓋麗魚
短尾裸光蓋麗魚，為輻鰭魚綱鱸形目隆頭魚亞目慈鯛科的其中一種，分布於南美洲巴拉圭的淡水流域，體長可達8.6公分，棲息在溪流中底層水域，生活習性不明。

## 擴展閱讀
維基物種上的相關：短尾裸光蓋麗魚